# Les Sources
Les Sources ist eine regionale Grafschaftsgemeinde (französisch municipalité régionale de comté, MRC) in der kanadischen Provinz Québec.
Sie liegt in der Verwaltungsregion Estrie und besteht aus sieben untergeordneten Verwaltungseinheiten (zwei Städte, vier Gemeinden und eine Kantonsgemeinde). Die MRC wurde am 1. Januar 1982 als MRC L’Or-Blanc gegründet. Im August 1990 wurde der Name zu MRC Asbestos geändert. Schließlich erhielt die regionale Grafschaftsgemeinde im April 2006 ihre derzeitige Bezeichnung. Die Einwohnerzahl beträgt 14.286 (Stand: 2016) und die Fläche 787,13 km², was einer Bevölkerungsdichte von 18,1 Einwohnern je km² entspricht.

## Gliederung
Stadt (ville)
- Val-des-Sources, ehemals Asbestos[3]
- Danville

Gemeinde (municipalité)
- Ham-Sud
- Saint-Adrien
- Saint-Georges-de-Windsor
- Wotton

Kantonsgemeinde (municipalité de canton)
- Saint-Camille

## Angrenzende MRC und vergleichbare Gebiete
- Le Haut-Saint-François
- Le Val-Saint-François
- Arthabaska
- Drummond
- Les Appalaches